# Бесерріль-де-ла-Сьєрра
Бесерріль-де-ла-Сьєрра (ісп. Becerril de la Sierra) — муніципалітет в Іспанії, у складі автономної спільноти Мадрид. Населення — 5159 осіб (2010).
Муніципалітет розташований на відстані близько 40 км на північний захід від Мадрида.
На території муніципалітету розташовані такі населені пункти: (дані про населення за 2010 рік)
- Бесерріль-де-ла-Сьєрра: 4583 особи
- Ель-Беррокаль: 170 осіб
- Лос-Себалес: 5 осіб
- Монтельяно: 332 особи
- Навауерта-і-лас-Техонерас: 0 осіб
- Віста-Реаль: 69 осіб

## Демографія
Динаміка населення (INE ):

## Галерея зображень

Розташування муніципалітету у автономній спільноті Мадрид